# 谢讷多莱
谢讷多莱（法語：Chênedollé，法語發音：[ʃɛndɔle] ⓘ）是法国卡尔瓦多斯省的一个旧市镇，属于维尔区。2016年，谢讷多莱与临近的13个市镇合并为新市镇瓦尔达利耶尔。

## 地理
谢讷多莱（48°51'17"N, 0°45'40"W）面积6.91 平方千米，位于法国诺曼底大区卡爾瓦多斯省，该省份为法国西北部沿海省份，北濒大西洋英吉利海峡，东北与滨海塞纳省以海上边界相接，东临厄尔省，南至奧恩省，西与芒什省接壤。
与谢讷多莱接壤的市镇（或旧市镇、城区）包括：贝尼耶尔勒帕特里、比尔西、皮埃尔、普雷勒、吕利、维耶苏瓦。

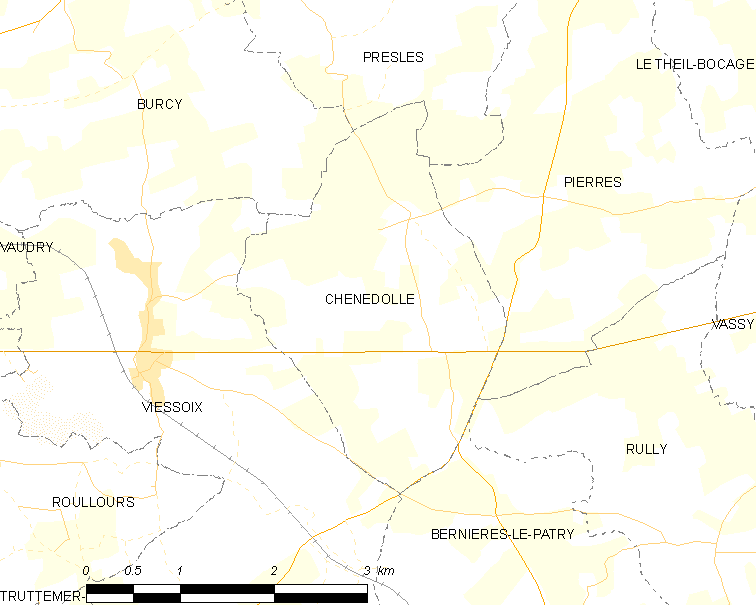
谢讷多莱的OSM定位图

谢讷多莱的时区为UTC+01:00、UTC+02:00（夏令时）。

## 行政
谢讷多莱的邮政编码为14410，INSEE市镇编码为14156。

## 政治
谢讷多莱所属的省级选区为诺曼底地区孔代县。

## 人口

1962-2008年间谢讷多莱人口变化图示

谢讷多莱于2018年1月1日时的人口数量为228人。